# Niccolò Guicciardini

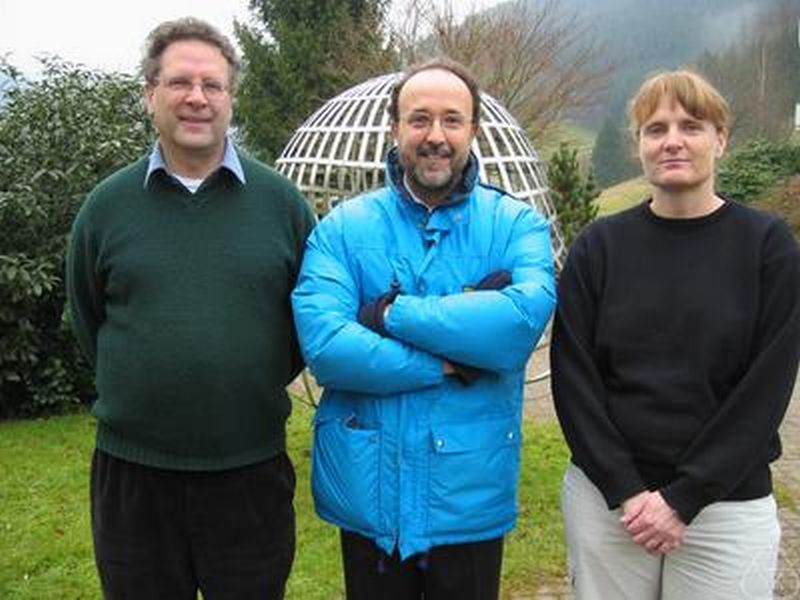
Niccolò Guicciardini (Mitte), mit David E. Rowe (links), Tinne Hoff Kjeldsen (rechts), Oberwolfach 2005

Niccolò Guicciardini Corsi Salviati (* 28. Mai 1957 in Florenz) ist ein italienischer Mathematikhistoriker.
Guicciardini studierte Philosophie an der Università degli Studi di Milano mit dem Abschluss 1982 und wurde 1987 bei Ivor Grattan-Guinness an der Middlesex University in Wissenschaftsgeschichte promoviert. Thema der Dissertation war die Rezeption von Isaac Newtons Methode der Analysis (Theorie der Fluxionen). Danach studierte er Physik an der Università degli Studi di Milano mit dem Abschluss 1992. Danach forschte er bis 2001 an der Universität Bologna (als Ricercatore), war Professor in Siena und seit 2006 Professor für Wissenschaftsgeschichte an der Universität Bergamo und ist seit 2019 Professor an der Universität Mailand.
Er war Gastprofessor am Caltech (Mellon Visiting Professor) und an der Universität Paris VII. Er ist Mitglied auf Lebenszeit des Clare Hall College in Cambridge.
Guicciardini befasst sich mit Geschichte und Philosophie von Naturwissenschaft und Mathematik im 17. und 18. Jahrhundert und gilt als international ausgewiesener Experte für die Mathematik von Isaac Newton und der Rezeption von dessen Analysis.
2011 erhielt er den portugiesischen Fernando Gil International Prize for the Philosophy of Science für sein Buch Isaac Newton. On Mathematical Certainty and Method, in der er Newtons Philosophie der Mathematik nachgeht und mit der von René Descartes, Gottfried Wilhelm Leibniz und anderen Mathematikern des 17. Jahrhunderts vergleicht. 2012 erhielt er die Saron-Medaille der Universität Gent.
Er war 2010 bis 2015 Mit-Herausgeber von Historia Mathematica und ist im Herausgebergremium des Archive for History of Exact Sciences, ist im Executive Committee der International Commission for the History of Mathematics und ist korrespondierendes Mitglied der International Academy of the History of Science.

## Schriften
- The Development of Newtonian Calculus in Britain, 1700-1800, Cambridge University Press, 1989
- Newton: un Filosofo della Natura e il Sistema del Mondo, Le Scienze, 1998
- Reading the Principia: the Debate on Newton’s Mathematical Methods for Natural Philosophy from 1687 to 1736, Cambridge University Press, 1999.
- Isaac Newton. On mathematical certainty and method, MIT Press 2009
- Did Newton use his calculus in the Principia?, Centaurus, Band 40, 1998, S. 303–344
- Philosophia Naturalis Principia Mathematica. In: Ivor Grattan-Guinness (Hrsg.): Landmark Writings in Western Mathematics. 1640–1940. Elsevier, Amsterdam u. a. 2005, S. 59–87.
- Isaac Newton and the publication of his mathematical manuscripts, Studies in the History and Philosophy of Science A, Band 35, 2004, S. 455–470